# Vikesland
Le Royaume de Vikesland est une micronation fondée au Manitoba, Canada, en 2005 par Christopher Barry Joseph Beyette (se faisant appeler Christopher Ier), un cadreur journaliste de CHUM Limited.

## Origine
La création de Vikesland est le sujet d'un film documentaire que Beyette prévoyait de produire sur les micronations.
L'essentiel des activités de la micronation se sont ensuite portées sur des activités de nature caritative et humanitaire imprécises. Vikesland est un sponsor du projet de ballons "Away 35" de JP Aerospace (en).
Sur le site Internet officiel, il est déclaré que la micronation n'est "pas sécessionniste" et n'a aucune intention de revendication du territoire du Canada ou de tout autre État.
Cependant le site assimile le lieu de résidence de Beyette dans la ville de Brandon, une propriété agricole de 6,5 km2 dont il est propriétaire avec ses parents, comme "territoire vikeslandais". 

## Drapeau

L'ancien drapeau du Vikesland

L'ancien drapeau du royaume reprenait le drapeau de l'Empire allemand en y ajoutant un aigle à deux têtes blanc inspiré de l'Albanie.
Le 25 janvier 2015, le roi Christopher change officiellement, le drapeau du Vikesland.

## Reconnaissance
Aucun État officiel ne reconnaît Vikesland, en dehors d'autres micronations.

## Dissolution
Pendant plusieurs années, le Vikesland lie des liens avec d'autres micronations, participant à leurs réunions internationales, comme la MicroCon 2015,.
Mais, d'après le site officiel, désormais inaccessible, le royaume est finalement dissout en avril 2018.